# Itachi Uchiha
Itachi Uchiha (うちは イタチ Uchiha Itachi?) es un personaje de la serie de manga Naruto, creada por Masashi Kishimoto. Es un ninja renegado de Konoha, considerado un prodigio y portador de numerosas cualidades sobresalientes. Era miembro del Clan Uchiha, que fue exterminado por él.
Itachi es el primer hijo de Fugaku Uchiha y Mikoto Uchiha. Es hermano mayor de Sasuke Uchiha, uno de los personajes principales de la saga. 
Tanto en el anime como en el manga, es considerado un antagonista por muchos de los personajes, tras haber asesinado a casi todos los integrantes de su clan (incluyendo a sus padres y a su novia), además de desertar de su aldea para pasar a formar parte de Akatsuki. Esto dio lugar a que fuera incluido en la lista de delincuentes del "Libro Bingo" como un ninja criminal de rango S (más tarde se revelaría sus verdaderas intenciones).
Al principio aparece como un ninja apático y en ocasiones histérico, sin embargo, siente un gran cariño por su hermano menor, Sasuke. No obstante, muere a manos de este debido al odio que este le tenía por la masacre de su clan. Sin embargo, con el desarrollo del anime y el manga se logra saber que exterminó a su familia y desertó de la aldea por órdenes de los altos mandos de Konoha, con tal de evitar un golpe de Estado y una cruel Guerra Civil, que bien pudiera haber desembocado en la intervención de las demás naciones y una nueva Gran Guerra Ninja. 
En el 2008, en el volumen 43 del manga de Naruto se logra conocer más sobre la vida de Itachi y las órdenes que siguió de parte de los ancianos de Konoha. Itachi también ha aparecido en otros medios relacionados con Naruto, así como en varios videojuegos inspirados en la serie (Naruto: Clash of Ninja, Naruto Shippūden: Ultimate Ninja Storm 3).
Además, numerosas publicaciones de anime y manga han calificado a Itachi como «uno de los personajes más misteriosos y poderosos de la serie». Se han lanzado varios accesorios en semejanza a Itachi y en las reuniones cosplay es uno de los personajes más recurrentes entre los fanes.

## Personalidad
Itachi al principio demuestra ser un ninja muy frío, arrogante, indiferente y desconsiderado, pero con un extraordinario manejo del ninjutsu, genjutsu y sobre todo en el manejo de su Mangekyō Sharingan.
Aunque, durante la pelea contra Sasuke, Itachi demuestra un gran amor por su hermano. No obstante, muere frente a su hermano Sasuke a causa del desgaste por la pelea y de una enfermedad mortal que padecía desde hacía tiempo (aparentemente tuberculosis). Cuando aparece por primera vez, Itachi se topa con Kakashi, a quien atrapa en su genjutsu y le confiesa que sus habilidades son muy diferentes e incomparables, pero luego aparece Might Guy, quien lo repele a él y a su compañero Kisame Hoshigaki, y logra hacer que se vayan sin mayores consecuencias. Más tarde, Itachi demuestra el poder de su Mangekyō, haciendo uso del Amaterasu cuando este junto con Kisame Hoshigaki y por órdenes de Pain, van cazar a Kurama que se encuentra dentro de Naruto Uzumaki, pero por intervención del Sannin Jiraya no consiguen capturarlo. A pesar de eso, Itachi demuestra ser un ninja de carácter noble y leal a Konoha, pues obedeció las órdenes de los altos mandos de la aldea (especialmente, los caprichos de Danzō) exterminando por completo a todo su clan, lo que lo caracteriza como una persona fría y sin remordimientos, llegándose a considerar incluso más hostil que Sasuke; pues durante su regreso a Konoha este humilla a Sasuke, diciéndole que aún no está preparado y que solamente lo busque el día en que tenga los mismos ojos que él. Esta actitud llega a su punto álgido en la conversación que precede a la muerte de Itachi, donde abandona su expresión tranquila y despreocupada ante la perspectiva de llegar finalmente a matar a Sasuke y apoderarse de sus ojos. Sin embargo, tras la muerte de Itachi, Obito le explica a Sasuke que la única preocupación de Itachi era la seguridad y el fortalecimiento de su hermano pequeño.

## Historia

### Pasado
Itachi fue el primogénito de Fugaku Uchiha, líder del clan Uchiha, y de Mikoto Uchiha. Itachi fue considerado un genio desde muy pronta edad, puesto que despertó el Sharingan a los ocho años, se graduó de la academia ninja como el mejor de su promoción y fue nombrado capitán de las unidades ANBU a la edad de trece. Por todo esto, se convirtió en el hijo predilecto de Fugaku y en centro de atención de toda la Aldea Oculta de la Hoja.
Itachi mantenía una relación muy cercana con su hermano pequeño Sasuke, el cual le veía como modelo a imitar y que sentía una cierta envidia de él. Sin embargo, conforme Itachi se introducía más en los ANBU y el Clan Uchiha se enemistaba cada vez más con el Consejo de Ancianos de la Aldea Oculta de la Hoja y sus relaciones se volvieron más frías, todo esto posiblemente a raíz del ataque de Kurama a la aldea y de la muerte del Cuarto Hokage, Minato Namikaze, ya que supuestamente un miembro del Clan Uchiha estaba detrás del ataque.
El Clan Uchiha planeó entonces un golpe de Estado para hacerse con el control de la aldea y querían que Itachi actuara de espía, gracias a su posición privilegiada de capitán de los ANBU. Sin embargo, Itachi decidió permanecer leal a la Aldea Oculta de la Hoja y actuó de doble-espía, informado al Tercer Hokage sobre los movimientos de su clan. En cierto momento, Danzō Shimura decidió darle a escoger una opción a Itachi: eliminar a su clan y proteger a la aldea de un enfrentamiento civil, o unirse a su clan y ser eliminado junto a ellos. Itachi se encontró también con Obito Uchiha (haciéndose pasar por Madara Uchiha), con el cual hizo el trato de eliminar al Clan Uchiha siempre y cuando Obito no volviese a atacar la aldea. Esa misma noche, Itachi asesinaba a todo su clan, incluyendo a sus padres. El pequeño Sasuke lo observó e Itachi le replicó que únicamente lo había hecho para probar su poder y que llegado el momento que quisiese vengarse, tendría que hacerse mucho más fuerte y obtener el Mangekyō Sharingan, igual que hizo él.
Itachi deja la aldea como un traidor y decide unirse a los Akatsuki, la más peligrosa organización de criminales, aunque con la intención de infiltrarse dentro de ella y proteger a la Aldea Oculta de la Hoja. En un primer momento hizo equipo con Orochimaru, pero este lo atacó para intentar apoderarse de su cuerpo y obtener el Sharingan, cosa que al final no consiguió, ya que este usó su Sharingan para meter en un genjutsu a Orochimaru y le corta su brazo izquierdo en el proceso. Tras la deserción de Orochimaru, Itachi comenzó a hacer equipo con Kisame Hoshigaki, con el que llegó a mantener una relación de confianza y respeto.

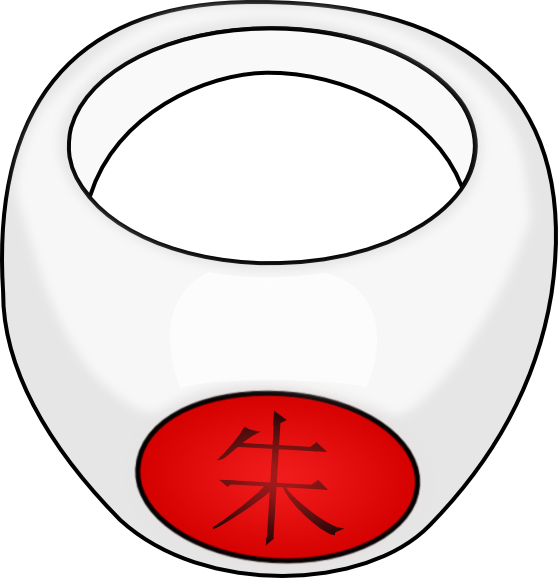
Anillo que porta Itachi como miembro de Akatsuki.

### Primera parte
Itachi aparece en la primera parte de la serie tras la muerte del Tercer Hokage, protector de Konoha, infiltrándose en la villa con Kisame Hoshigaki. Después de llamar la atención de las fuerzas de Konoha Itachi revela que, como parte de Akatsuki, debe capturar al Bijū de nueve colas, Kurama, el cual esta sellado en Naruto. Durante una pelea con ninjas de Konoha descubre que Naruto ha salido de la aldea, y que se encuentra bajo la protección de Jiraiya. Itachi crea una distracción para alejar a Naruto de Jiraiya y así capturarlo. Sasuke, después de oír que Itachi había regresado, interviene en la lucha dispuesto a matarlo para vengar la masacre de todo el clan, al mismo tiempo que Jiraiya regresa. Después de atormentar con el Tsukuyomi a Sasuke porque aún sigue siendo débil, Itachi y Kisame se ven forzados a escapar para evitar ser capturados por Jiraiya, quien los había encerrado en el estómago del gran sapo de Monte Myoboku, sin embargo este consigue abrir una salida usando su Amaterasu. Después de la muerte de Itachi en la segunda parte de la serie, se revela que toda esta visita a Konoha fue para recordarle a los Altos Mandos de Konoha sobre la promesa de proteger a Sasuke.

### Segunda parte
Itachi hace una breve aparición al comienzo de la segunda parte, distrayendo a Naruto y al resto del equipo mientras sellan una de las bestias con cola que capturaron. Más tarde, se entera de que Sasuke ha absorbido a Orochimaru, un hombre que desertó de Konoha con el fin de obtener el poder suficiente como para matar a Itachi. Conociendo que Sasuke se ha vuelto más fuerte y que va a tras él, Itachi se encuentra con Naruto en el camino. Después de su muerte, es revelado que le dio algo de su poder a Naruto con el fin de proteger a Sasuke y a Konoha en caso de que este último atacara la aldea. Sasuke en última instancia sigue el rastro de Itachi y tienen su batalla final, durante la cual Itachi usa su Mangekyō Sharingan para llevar a Sasuke al límite. De este modo, Orochimaru sale del cuerpo de Sasuke, e Itachi lo sella con la espada Tosuka de su Susanoo, para mantenerlo lejos de Sasuke después de que muere debido a su enfermedad.
Con su último acto, Itachi implanta dentro de Sasuke su Amaterasu como un mecanismo de seguridad que mataría a Obito en caso de que este se acercase a Sasuke o en caso de que el Sharingan de Obito entrase en contacto visual con el de Sasuke. Dado que esto sorprende a Sasuke, Obito explica la verdad sobre el pasado de Itachi; el cual fue obligado por el Consejo de Ancianos de Konoha para asesinar al Clan Uchiha, pero Itachi los obligó a respetar la vida de Sasuke. Itachi sufría de una grave enfermedad y se mantenía con vida gracias a las medicinas, ya que deseaba morir a manos de Sasuke. Ahora, sabiendo que su hermano odiaba haber llevado una larga vida trágica debido a las órdenes de Konoha, Sasuke decide destruir la aldea, a pesar de que Itachi había llegado a esos extremos para protegerla.
Itachi es resucitado por el Edo Tensei de Kabuto Yakushi para luchar en la Cuarta Guerra Mundial Shinobi y acude al campo de batalla acompañado de Nagato. Es obligado por Kabuto a luchar contra Naruto, y en la batalla aprende de Naruto y acerca de las intenciones de su hermano para destruir Konoha. Después le pide mantener en secreto la verdad sobre la masacre del clan Uchiha con el fin de proteger el honor de su familia, y le confía a Naruto la tarea de detener a Sasuke. Itachi invoca a un cuervo con un Sharingan en el cuerpo de Naruto, que había puesto previamente, el cual es la clave para detener la destrucción de Konoha por parte de Sasuke. La técnica es llamada Koto Amatsukami, un poderoso genjutsu programado desde el Mangekyō Sharingan de Shisui Uchiha, este jutsu obliga a la víctima a seguir sus órdenes, liberándolo así del Edo Tensei de Kabuto y obligándolo a seguir con sus ideales de proteger a Konoha. Itachi ayuda a Naruto y Killer Bee a derrotar a Nagato resucitado, y después se compromete a detener el Edo Tensei.
Después de su encuentro con Naruto y Killer Bee, Itachi se dirige al escondite de Kabuto, donde pretende vencerlo para así anular el Edo Tensei. En su camino se encuentra nuevamente con Sasuke, quien se dirigía al campo de batalla, sin embargo, al ver a su hermano Itachi, este decide seguirlo, pero Itachi se percata de su presencia y no detuvo su camino, haciendo que su hermano menor lo siga de cerca, ya que este quiere una explicación completa de todo lo que su hermano le oculto y obtener varias respuestas de algunas de sus preguntas. Sin embargo, Itachi se niega a responderle en este momento, afirmando que tiene una importante misión que realizar.
Itachi y Sasuke llegan hasta la guarida de Kabuto. Este pretende aliarse con Sasuke para combatir a Itachi, sabedor de lo peligroso que es el mayor de los Uchiha. Sasuke se niega y ambos hermanos luchan contra Kabuto, que ha logrado adquirir el Modo Sabio. Itachi se las arregla para atrapar a Kabuto en el Izanami, una técnica ocular contraparte de Izanagi y que sitúa al oponente en un bucle infinito al coste de no poder volver a usar el Sharingan que activa el jutsu. Aprovechando que Kabuto estaba inmóvil, Itachi anula exitosamente el Edo Tensei y comienza a desvanecerse, pero antes de irse del mundo de los vivos, Itachi le revela a su hermano menor toda la verdad sobre la masacre del Clan Uchiha y sobre el deseo y última voluntad que sus padres le hicieron prometer a Itachi antes de su muerte y era que pasara lo que pasara cuidara de su hermano menor Sasuke, orden que Itachi accedió a cumplir entre lágrimas de dolor, inclusive le muestra la verdad detrás de la muerte de Shisui Uchiha, en donde este último le mencionó como Danzo le había arrebatado el ojo Sharingan derecho en un ataque previo y también como última voluntad Shisui se quita su ojo Sharingan izquierdo y se lo entrega a Itachi para que pasara lo que pasara este protegiera la aldea y de que su ojo no cayera en manos de Danzo, finalmente le muestra el momento de cuando Danzo Shimura le dio a matar a todo el clan, a espaldas del tercer Hokage, Hiruzen Sarutobi para así evitar un golpe de Estado y su alianza con Obito como cómplice en la masacre del clan Uchiha para que este último dejara en paz la aldea. Tras finalizar todo el flashback, Itachi le confiesa a su hermano que fue un error querer cargar él solo con toda la responsabilidad y afirma que decida lo que decida Sasuke, él siempre lo querrá; tras eso, Itachi desaparece a causa de la revocación del Edo Tensei.

## Habilidades

El Sharingan de Itachi con sus tres aspas.

Imagen del Mangekyō Sharingan de Itachi Uchiha.

En la obra se menciona que Itachi era un peleador excepcional con una inteligencia superlativa; Orochimaru dedicó su vida a poseer el poder de su Sharingan, Obito y Nagato temían su poder, y en su última batalla, Kabuto quiso aliarse con Sasuke sabiendo lo peligroso que era Itachi. En todas sus batallas a lo largo de la obra en ningún momento llega a desplegar todo su poder (en su primera aparición contra Kakashi Hatake, Asuma Sarutobi y Kurenai Yuhi no llega a despertar su Mangekyō Sharingan y aun así pudo dejar fuera de combate a Kakashi; contra Naruto empleó un clon que no tenía ni la mitad de su poder; contra el propio Sasuke estaba prácticamente ciego y sufría los estragos de su enfermedad, además de que su intención era erradicar la influencia de Orochimaru sobre su hermano pequeño).
Como todo Uchiha, Itachi posee un Sharingan; técnica ocular con la que es capaz de copiar todo tipo de técnicas de sus enemigos, logrando anticiparse a los movimientos del contrario y verlos por muy rápidos que sean. Madara Uchiha le dijo a Itachi que había un poder más elevado que el Sharingan normal, Mangekyō Sharingan, pero que lo obtendría con una condición: asesinar a su mejor amigo. Como es dicho en la serie por Madara, Itachi ve morir a Shisui Uchiha y de esta forma hace que el Sharingan avance a su siguiente nivel: el Mangekyō Sharingan. Cuando lo activa, el Mangekyō Sharingan cambia totalmente la apariencia del Sharingan y le concede a Itachi habilidades derivadas de la mitología japonesa. El primero, el Tsukoyomi (月読?), es un genjutsu de avanzado nivel que permite al que lo usa controlar la mente del enemigo haciéndole creer que está siendo torturado en un mundo creado por el usuario, también puede alterar la percepción de las personas. Esta técnica se ha convertido en una de las armas principales del Uchiha. El segundo, Amaterasu (天照?), genera llamas negras en el punto focal que arden a la temperatura de la superficie del sol y que no se extinguen hasta haber incinerado y destruido totalmente su objetivo; y aunque no se demuestra Itachi puede apagar las flamas de Amaterasu sin tener efectos negativos, a diferencia de Sasuke. La técnica final, Susano'o (須佐能乎?), crea una gran criatura etérea y esquelética que progresivamente se convierte en un ser llameante de pronunciada nariz, demoníaco rostro y una especie de armadura; esta criatura puede proteger a su invocador de los ataques y pelear por él, también cuenta con la Espada de Totsuka que tiene la capacidad de sellar a las personas en un mundo paralelo y el espejo Yata que repele cualquier técnica, además, consta con la habilidad Yasaka Magatama donde arroja magatamas y genera una gran explosión siendo su técnica a distancia con Susano'o más poderosa. A pesar de la eficacia de las técnicas, el Mangekyō Sharingan deteriora la vista de Itachi hasta el punto de dejarlo completamente ciego.

### Misiones completas
- Rango D: 53
- Rango C: 152
- Rango B: 134
- Rango A: 0
- Rango S: 1

### Técnicas
- Amaterasu: Al establecer contacto ocular con un objetivo con el Mangekyō Sharingan, Itachi podía crear llamas de color negro capaces de hacer arder cualquier cosa, incluso el fuego común y corriente, estas llamas negras son imposibles de extinguir con cualquier tipo de jutsu, ni utilizando jutsus de estilo Agua podrán apagarlas, además estas no se detendrán hasta que su objetivo este completamente incinerado o si el usuario lo desea.

- Bunshin Daibakuha: El usuario crea un clon de sombra que produce una gran explosión.

- Karasu: Bunshin no Jutsu: El usuario crea un clon de chakra a partir de cuervos. Cuando el cuerpo es proyectado por algo o alguien, los cuervos se dispersan. Esta técnica en su totalidad se emplea más en el uso de genjutsu usando ilusiones o para despistar a los rivales y el mismo es jutsu característico de Itachi Uchiha.

- Katon: Gōkakyū no Jutsu: Es la técnica insignia del Clan Uchiha, el usuario lanza una gran bola de fuego después de concentrar todo el chakra en su interior y arrasa con todo lo que encuentre en su camino. Es un jutsu característico del Clan Uchiha.

- Suiton: Suiryūdan no Jutsu: El usuario crea un dragón de agua que lanza sobre el objetivo. Itachi lo podía emplear incluso sin que hubiera agua en los alrededores.

- Susanoo: Con el Mangekyō Sharingan el usuario crea una gran figura con apariencia de samurái que rodea su cuerpo. El de Itachi poseía un característico color rojizo, además de poseer el Escudo de Yata, que repele cualquier cosa que lo golpee, y la Espada de Totsuka, capaz de sellar a los oponentes en un genjutsu eterno si eran impactados por esta.

- Tensha Fūin: Amaterasu: El usuario sella el Amaterasu en otro sujeto. Itachi lo implantó en Sasuke para que se activara en cuanto viera el sharingan de Obito Uchiha.

- Tsukuyomi: Al despertar el Mangekyō Sharingan, Itachi podía sumir al objetivo en un genjutsu donde el usuario controla el espacio-tiempo. Es considerado el genjutsu más poderoso de todos.

## Aparición en otros medios
Itachi aparece en el OVA número 11 'La batalla del huevo frito'. Participa en 'El festival deportivo de Konoha' esperando en la puerta del baño con Kisame. Sin embargo, es un personaje jugable en los videojuegos de la serie Naruto; incluyendo la serie de Naruto: Clash of Ninja y Ultimate Ninja. También tiene aparición en los juegos de Naruto Shippūden: Gekitou Ninja Taisen EX, Naruto Shippūden: Narutimate Accel, Naruto Ultimate Ninja Storm, Naruto Shippuden: Ultimate Ninja Storm 2, Naruto Shippuden: Ultimate Ninja Storm 3, Naruto Shippuden: Ultimate Ninja Storm Generations, Naruto Shippuden: Ultimate Ninja Storm 4 y NarutoXBoruto Shinobi striker

## Recepción
En todas las publicaciones de popularidad hechas por publicaciones de manga, Itachi ha estado siempre en la lista de los diez más populares junto con los personajes principales de la serie como Naruto Uzumaki, Kakashi Hatake, Sakura Haruno, Sasuke Uchiha, entre otros, sin embargo, en el 2006 fue la única vez que salió del top ten, ocupando el undécimo lugar. Debido al gran éxito que ha tenido Itachi se han lanzado llaveros, figuras de acción y peluches.
Varias publicaciones de manga, anime, videojuegos y otros multimedia han proporcionado elogios y críticas sobre el personaje de Itachi. Jason Van Horn de IGN lo caracteriza como "malvado" y en tono de broma mencionó que es un personaje al que le teme, ya que en su primera batalla en la serie no realizó ni un solo movimiento. Él también argumenta que las peleas de Itachi son las mejores de la serie. Jason Van Horn argumenta que la pelea entre Itachi y Sasuke fue "muy buena", pero "no tan épica como debió haber sido". Sin embargo, su última pelea con Sasuke antes de morir es considerada como «épica» por Casey Brienza de ANN.